# 빅토리아 시대
빅토리아 시대(영어: Victorian era)는 영국 역사에서 1837년 6월 20일부터 1901년 1월 22일까지 빅토리아 여왕의 치세를 일컫는다. 빅토리아 시대는 조지 시대와 에드워드 시대의 사이에 있으며, 빅토리아 시대 말년은 유럽 대륙의 벨 에포크 전반부와 겹친다.

## 개요

### 정치개혁
도덕적인 감성과 정치 개혁의 측면에서 이 시대는 1832년 개혁법의 통과와 함께 시작한다. 이 시대에는 감리교회같은 비성공회 교회와 복음주의적인 성공회가 이끈 열렬한 종교적인 운동이 있었다. 러시아와의 그레이트 게임과 같은, 식민지를 둘러싼 적대감은 타 열강들과 영국의 관계를 몰고갔으며, 크림 전쟁으로 절정에 이르렀다. 국제 자유 무역으로 대표되는 팍스 브리타니카는 해군력과 산업력에 있어서 영국의 우위로 유지되었다.

### 제국주의
영국은 전세계, 특히 아시아와 아프리카에서 제국주의적 팽창에 나서, 역사상 가장 거대한 제국 중 하나인 대영 제국을 형성하게 된다. 영국의 제국주의 국가들의 자부심은 최고조에 달했었다. 사상적으로, 빅토리아 시대는 조지 시대에 개념적으로 정의된 이성주의의 저항과 낭만주의로의 전환, 심지어 종교, 사회적 가치와 예술에 있어서 신비주의까지 목격하게 된다.

### 인구변화
영국 국내에서는, 점진적인 정치 개혁, 사회 개혁의 동향의 수많은 변화와 참정권의 확대와 함께 정치 의제들이 갈수록 자유적인 경향을 띄었다.
이 시대에는 전례없는 인구 변화가 있었는데, 1851년 1680만명에서 1901년 3050만명으로 웨일스와 영국의 인구는 거의 두배가 되었으며, 스코틀랜드의 인구 역시 급속히 증가했는데, 1851년 280만명에서 1901년 440만명으로 증가했다. 하지만, 아일랜드의 인구는 심하게 감소했는데, 1841년 820만명에서 1901년 450만명으로 대부분 이민과 대기근으로 인하여 감소했다. 1837년과 1901년 사이 150만명이 영국에서 미국, 캐나다, 남아프리카, 뉴질랜드와 오스트레일리아로 이민을 갔다.
빅토리아 시대 두 주요 정당으로는 휘그당/자유당과 보수당이 있었다. 빅토리아 시대가 끝을 고할 무렵, 노동조합 운동이 정치세력화된 노동당이 뚜렷한 정치 단체로 형성되었다. 이 정당들은 멜버른 경, 로버트 필 경, 더비 경, 팔머스톤 경, 벤자민 디즈레일리, 윌리엄 글래드스턴, 솔즈베리 경같은 유명 정치인들에 의하여 이끌어졌다. 아일랜드 정부법과 관련된 풀리지 않은 문제는 빅토리아 시대 후기 정치에, 특히 아일랜드에서 정치적인 합의를 달성한 글래드스톤의 결단으로 큰 부분을 차지한다.

### 여성 작가들의 활동
문학사에서는 《폭풍의 언덕》을 쓴 에밀리 브론테, 《제인 에어》를 쓴 샬럿 브론테, 《오만과 편견》을 쓴 제인 오스틴 등의 여성 작가들이 여성의 글쓰기를 불온하게 여긴 가부장주의적인 사회의 성적인 편견과 억압에도 소설가로서 활동한 시기이기도 하다.

## 용어와 시대 구분
엄밀한 의미에서 빅토리아 시대는 영국의 여왕으로서 빅토리아 여왕의 치체를 일컫는데, 1837년 6월 20일 여왕의 즉위—여왕의 삼촌 윌리엄 4세의 사망 후—부터 그녀가 사망하여 장남 에드워드 7세가 왕위를 이어받은 1901년 1월 22일까지를 말한다. 빅토리아의 치세는 63년 하고도 7개월에 달하는데, 이전 군주 누구보다도 긴 치세였다. '빅토리아적Victorian'이라는 말은 당대를 묘사하는 용어로 쓰인다.

## 같이 보기
- 산업혁명
- 제국주의
- 영국 문학